# Erioptera incurvata
Erioptera incurvata är en tvåvingeart som beskrevs av Alexander 1971. Erioptera incurvata ingår i släktet Erioptera och familjen småharkrankar.
Artens utbredningsområde är Panama. Inga underarter finns listade i Catalogue of Life.